# Fulveta-dourada
Fulveta-dourada (Lioparus chrysotis) é uma espécie de ave da família dos paradoxornitídeos (Paradoxornithidae). Pode ser encontrada nos seguintes países: Butão, China, Índia, Mianmar, Nepal e Vietname. Os seus habitats naturais são: florestas temperadas e regiões subtropicais ou tropicais húmidas de alta altitude.